# Roio del Sangro
Roio del Sangro község (comune) Olaszország Abruzzo régiójában, Chieti megyében.

## Fekvése
A megye déli részén fekszik. Határai: Monteferrante, Rosello és Villa Santa Maria.

## Története
Első írásos említése 1309-ből származik. A következő századokban nemesi birtok volt. Önállóságát a 19. század elején nyerte el, amikor a Nápolyi Királyságban felszámolták a feudalizmust.

## Népessége
A népesség számának alakulása:

## Főbb látnivalói
- Santa Maria Maggiore-templom
- San Nicola di Bari-templom